# Junior Eurovision Song Contest 2018

Deltagande länder.
Länder som har tävlat förut men inte deltar 2018.

Junior Eurovision Song Contest 2018 var den sextonde upplagan av musiktävlingen Junior Eurovision Song Contest, som anordnades i Vitrysslands huvudstad Minsk den 25 november. 20 länder hade anmält sitt deltagande vilket var ett nytt rekord och det högsta antalet sedan 2004.
Tävlingen vanns av Roksana Węgiel, som tävlade för Polen, och hennes låt "Anyone I Want to Be". Andra och tredje plats gick till Frankrike och Australien, respektive. 

## Arrangemanget

### Värdlandet
Den 15 oktober, över en månad innan Junior Eurovision Song Contest 2017 skulle avgöras, stod det klart att Vitryssland hade blivit tilldelat värdskapet. Detta efter att tävlingens styrgrupp hade tagit bort en klausul ur regelverket som gav det vinnande landet första rätten att tacka nej till värdskap av nästkommande års tävling och erbjudit EBU:s medlemsländer att ansöka om värdskap, varpå Vitryssland och BTRC fick värdskapet då de ansågs mest lämpliga. Detta kommer att bli första gången sedan 2010 som landet arrangerar tävlingen samt första gången sedan 2012 som tävlingen hålls i ett land som bestämts i förväg, oberoende av resultatet av föregående års tävling.
Vitryssland lät meddela den 23 november att de tänkte släppa på visumrestriktionerna under november månad för att underlätta för delegationer, press och fans att närvara vid tävlingen.

### Plats
I och med att värdlandet avslöjades stod det klart att tävlingen skulle hållas i huvudstaden Minsk. Den 23 november stod det klart att tävlingen kommer att hållas i Minsk Arena. Detta är första gången tävlingen hålls i samma arena två gånger. Den 18 mars blev det även känt att tävlingen hålls den 25 november.
Öppningsceremonin kommer att äga rum i BelExpo.

### Programledare
Auditions för rollen som programledare för årets tävling hölls i augusti, och bland de närmare 100 sökande återfanns tidigare deltagare i tävlingen, som Ksenija Sitnik som vann tävlingen 2005, och tidigare programledare för tävlingen och den nationella uttagningen, som Leila Islamova som ledde tävlingen när den senast hölls i Vitryssland. Den 26 oktober stod det klart att Eugene Perlin (Vitrysslands kommentator i Eurovision Song Contest sedan 2013 och i förra årets upplaga av tävlingen), Helena Meraai (Vitrysslands representant 2017) och Zena (deltagare i Vitrysslands uttagning till tävlingen 2015 och 2016) kommer att leda tävlingen, medan Denis Dudinskij och Anna Kviloria håller i öppningsceremonin. Helena kommer att stå värd för green room.

## Format

### Grafisk design

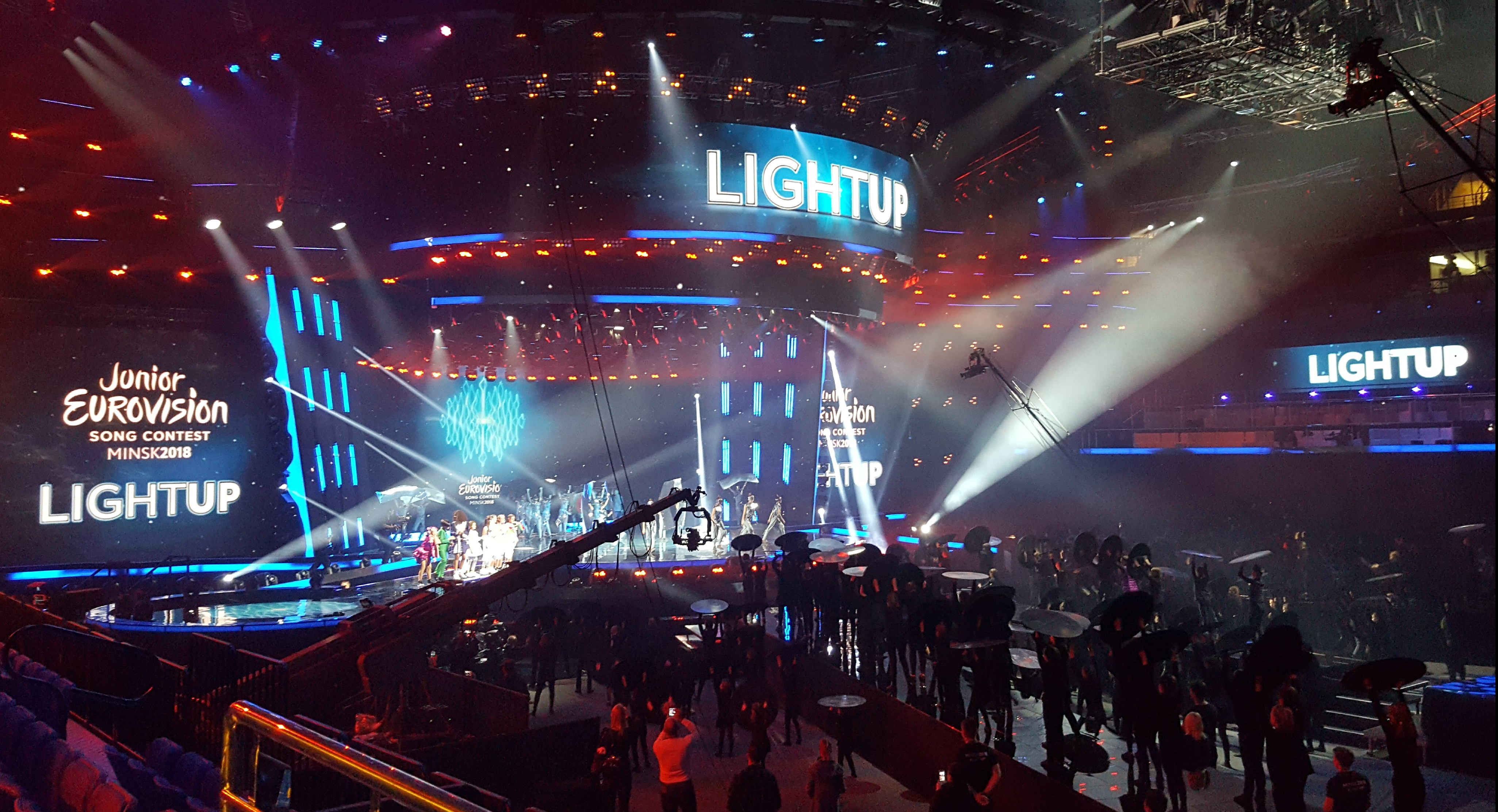
Scenen för årets upplaga

I samband med att datumet för tävlingen offentliggjordes visades även tävlingens officiella logotyp och slogan upp. #LightUp (Lys upp (#Зажигай på ryska)) lyder sloganen, och logotypen är en morgonstjärna av vertikalt inverterade ljudvågor. Inspirationen kommer från deltagarnas artistiska potential och kreativa drift, som gör scenen till något magiskt, som en himmel full av stjärnor.

### Omröstning
Precis som föregående år kommer en kombination av juryröster och onlineröster att användas. Onlineröstningen kommer att öppnas två dagar före tävlingen och stängas strax före, för att senare öppnas igen i femton minuter efter att alla bidrag har framförts, och tittarna ska då rösta på mellan tre och fem bidrag.

### Trofén
Vinnaren erhåller en trofé formgiven av Kjell Engman och tillverkad på Kosta Boda.

## Deltagande länder
För första gången sedan 2015 gör ett eller flera länder debut i tävlingen; Kazakstan och Wales. Frankrike återvänder och ställer upp för andra gången, landets första gång på fjorton år. Även Israel och Azerbajdzjan återvänder efter ett respektive fyra års frånvaro.
Cypern är det ensamma med att hoppa av tävlingen. Ukraina meddelade ursprungligen sitt avhopp från tävlingen den 2 juli, på grund av ekonomiska svårigheter, men bara en månad senare lades landet till på deltagarlistan och kommer att ställa upp i tävlingen. Israel fick dispens från regeln om högsta tillåtna antal tävlande länder (18) och tilläts tävla på grund av landets seger i årets Eurovision Song Contest.

### Övriga länder
- Bosnien och Hercegovina – På grund av att EBU har infört sanktioner mot det nationella TV-bolaget BHRT till följd av en skuld kommer landet inte att kunna debutera i tävlingen inom den närmsta framtiden.[14]
- Danmark – EBU har tillsammans med värdlandets TV-bolag BTRC vädjat till DR om att göra comeback i tävlingen, något som Jan Lagermand Lundme, underhållningschef på DR, vägrar då tävlingen inte anses passa kanalens värderingar.[15] Danmark har inte deltagit sedan 2005.
- Litauen – Audrius Giržadas, exekutiv producent på LRT (Litauens nationella TV-bolag), lät meddela den 28 februari att de inte tänker återvända till tävlingen inom den närmsta tiden, då den anses ha blivit en klon av Eurovision.[16] Litauen har inte deltagit sedan 2011.
- Storbritannien – Den 2 januari kom uppgifter om att en icke namngiven brittisk TV-kanal skulle medverka på ett styrelsemöte i Minsk inför årets tävling,[17] vilket dementerades två dagar senare.[18] Wales gör emellertid sin debut i årets tävling.[19] Storbritannien har annars inte deltagit sedan 2005.

Följande länder avböjde medverkan utan vidare förklaringar:

- Bulgarien – BNT[20]
- Cypern – CyBC[21]
- Finland – YLE[22]
- Lettland – LTV[23]
- Moldavien – TRM[24]
- Norge – NRK[25]
- Rumänien – TVR[26]
- San Marino – San Marino RTV[27]
- Schweiz – RSI[28]
- Slovenien – RTVSLO[29]
- Sverige – SVT[30]
- Tyskland – NDR[31]
- Ungern – MTVA[32]

## Resultat
Startordningen sattes under öppningsceremonin den 19 november. Vilka länder som skulle gå ut först respektive sist lottades, medan övriga länders startnummer sattes av tävlingsproducenterna. Av tradition lottades även värdlandet, i år Vitryssland, till ett specifikt startnummer.
| Nr | Land          | Artist              | Bidrag                                 | Språk                     | Plac. | Poäng |
| -- | ------------- | ------------------- | -------------------------------------- | ------------------------- | ----- | ----- |
| 1  | Ukraina       | Darina Krasnovetska | "Say Love"                             | ukrainska, engelska       | 4     | 182   |
| 2  | Portugal      | Rita Laranjeira     | "Gosto de Tudo (Já Não Gosto de Nada)" | portugisiska              | 18    | 42    |
| 3  | Kazakstan     | Danelija Tulesjova  | "Özinge sen" (Өзіңе сен)               | kazakiska, engelska       | 6     | 171   |
| 4  | Albanien      | Efi Gjika           | "Barbie"                               | albanska, engelska        | 17    | 44    |
| 5  | Ryssland      | Anna Filiptjuk      | "Unbreakable" (Непобедимы)             | ryska, engelska           | 10    | 122   |
| 6  | Nederländerna | Max & Anne          | "Samen"                                | nederländska, engelska    | 13    | 91    |
| 7  | Azerbajdzjan  | Fidan Hüseynova     | "I Wanna Be Like You"                  | azerbajdzjanska, engelska | 16    | 47    |
| 8  | Vitryssland   | Daniel Jastremskij  | "Time"                                 | ryska, engelska           | 11    | 114   |
| 9  | Irland        | Taylor Hynes        | "IOU"                                  | iriska                    | 15    | 48    |
| 10 | Serbien       | Bojana Radovanović  | "Svet" (Свет)                          | serbiska                  | 19    | 30    |
| 11 | Italien       | Melissa & Marco     | "What Is Love"                         | italienska, engelska      | 7     | 151   |
| 12 | Australien    | Jael Wena           | "Champion"                             | engelska                  | 3     | 201   |
| 13 | Georgien      | Tamar Edilasjvili   | "Your Voice" (შენი ხმა)                | georgiska, engelska       | 8     | 144   |
| 14 | Israel        | Noam Dadon          | "Children Like These" (ילדים כאלה)     | hebreiska                 | 14    | 81    |
| 15 | Frankrike     | Angélina            | "Jamais sans toi"                      | franska, engelska         | 2     | 203   |
| 16 | Makedonien    | Marija Spasovska    | "Doma" (Дома)                          | makedonska                | 12    | 99    |
| 17 | Armenien      | L.E.V.O.N.          | "L.E.V.O.N."                           | armeniska                 | 9     | 125   |
| 18 | Wales         | Manw                | "Perta"                                | kymriska                  | 20    | 29    |
| 19 | Malta         | Ela Mangion         | "Marchin' On"                          | engelska                  | 5     | 181   |
| 20 | Polen         | Roksana Węgiel      | "Anyone I Want to Be"                  | polska, engelska          | 1     | 215   |

## Poängtabeller
Varje lands jurygrupp läste sina poäng först, följt av poängen från onlineröstningen i storleksordning, ungefär som i Melodifestivalen.
| 1  | Australien    | 148 | Polen         | 136 |
| 2  | Malta         | 138 | Frankrike     | 117 |
| 3  | Georgien      | 105 | Kazakstan     | 103 |
| 4  | Ukraina       | 104 | Ukraina       | 78  |
| 5  | Italien       | 94  | Armenien      | 70  |
| 6  | Frankrike     | 86  | Nederländerna | 68  |
| 7  | Polen         | 79  | Ryssland      | 62  |
| 8  | Kazakstan     | 68  | Italien       | 57  |
| 9  | Makedonien    | 64  | Australien    | 53  |
| 10 | Vitryssland   | 61  | Vitryssland   | 53  |
| 11 | Ryssland      | 60  | Israel        | 47  |
| 12 | Armenien      | 55  | Malta         | 43  |
| 13 | Israel        | 34  | Portugal      | 42  |
| 14 | Nederländerna | 23  | Georgien      | 39  |
| 15 | Azerbajdzjan  | 17  | Irland        | 36  |
| 16 | Irland        | 12  | Makedonien    | 35  |
| 17 | Albanien      | 10  | Albanien      | 34  |
| 18 | Serbien       | 2   | Azerbajdzjan  | 30  |
| 19 | Portugal      | 0   | Wales         | 29  |
| 20 | Wales         | 0   | Serbien       | 28  |

|   |                | Resultat |          |           |          |          |               |              |         |        |         |         |            |          |        |           |                |          |       |       |       |    |    |
| Σ | Onlineröstning | Ukraina  | Portugal | Kazakstan | Albanien | Ryssland | Nederländerna | Azerbajdzjan | Belarus | Irland | Serbien | Italien | Australien | Georgien | Israel | Frankrike | Nordmakedonien | Armenien | Wales | Malta | Polen |    |    |
| D | Ukraina        | 182      | 78       |           | 7        | 6        | 2             | 3            | 4       | 3      | 3       | 5       | 8          | 7        |        | 10        | 8              | 5        | 10    | 2     | 5     | 4  | 12 |
| D | Portugal       | 42       | 42       |           |          |          |               |              |         |        |         |         |            |          |        |           |                |          |       |       |       |    |    |
| D | Kazakstan      | 171      | 103      | 5         |          |          | 4             | 7            | 5       | 8      | 6       | 4       | 5          |          |        | 6         |                |          | 8     | 4     |       | 6  |    |
| D | Albanien       | 44       | 34       |           |          |          |               |              |         | 1      |         | 1       |            |          |        |           |                |          | 1     |       | 2     | 5  |    |
| D | Ryssland       | 122      | 62       |           | 1        | 4        |               |              | 3       | 12     | 2       |         |            |          | 8      |           | 5              |          |       | 10    | 7     | 2  | 6  |
| D | Nederländerna  | 91       | 68       | 1         |          |          |               | 2            |         |        |         |         | 1          |          | 3      | 2         | 3              | 4        |       | 6     | 1     |    |    |
| D | Azerbajdzjan   | 47       | 30       |           |          |          | 6             |              |         |        |         | 3       |            | 4        |        |           |                |          |       |       | 3     | 1  |    |
| D | Vitryssland    | 114      | 53       |           | 10       | 2        |               |              | 8       | 10     |         | 2       |            | 5        | 1      | 1         |                |          |       | 12    |       | 10 |    |
| D | Irland         | 48       | 36       |           |          |          |               |              |         |        |         |         |            |          |        | 3         |                | 1        |       |       |       |    | 8  |
| D | Serbien        | 30       | 28       |           |          |          |               |              |         |        |         |         |            |          |        |           |                |          | 2     |       |       |    |    |
| D | Italien        | 151      | 57       | 6         | 4        | 10       |               |              |         | 4      | 7       | 10      | 6          |          | 7      | 7         | 7              | 3        | 12    |       |       | 8  | 3  |
| D | Australien     | 201      | 53       | 12        | 12       | 3        | 7             | 10           | 12      | 6      | 12      | 7       | 3          | 12       |        | 8         | 2              | 6        | 7     | 7     | 12    |    | 10 |
| D | Georgien       | 144      | 39       | 7         | 2        | 5        |               | 12           | 2       | 2      |         | 12      | 2          | 10       | 5      |           | 12             | 10       | 5     | 8     | 10    |    | 1  |
| D | Israel         | 81       | 47       | 4         | 3        | 7        | 1             | 5            | 1       |        |         |         |            | 6        |        |           |                | 2        |       |       |       | 3  | 2  |
| D | Frankrike      | 203      | 117      |           | 5        |          | 12            | 6            | 7       | 7      | 8       | 6       | 7          |          | 4      | 4         | 1              |          | 6     | 1     |       | 12 |    |
| D | Makedonien     | 99       | 35       | 2         |          | 12       | 10            | 1            |         |        | 1       |         | 12         | 1        | 2      |           |                | 7        |       | 5     | 4     |    | 7  |
| D | Armenien       | 125      | 70       | 3         | 6        |          | 3             |              | 6       |        | 5       |         |            | 3        | 6      |           | 4              | 8        |       |       |       | 7  | 4  |
| D | Wales          | 29       | 29       |           |          |          |               |              |         |        |         |         |            |          |        |           |                |          |       |       |       |    |    |
| D | Malta          | 181      | 43       | 10        | 8        | 8        | 5             | 8            | 10      | 5      | 10      | 8       | 4          | 8        | 12     | 12        | 10             |          | 4     | 3     | 8     |    | 5  |
| D | Polen          | 215      | 136      | 8         |          | 1        | 8             | 4            |         |        | 4       |         | 10         | 2        | 10     | 5         | 6              | 12       | 3     |       | 6     |    |    |

## Kommentatorer och röstavlämnare

### Kommentatorer

#### Deltagande länder
- Albanien - Andri Xhahu[36] (RTSH)
- Armenien – Mika, Dalita (Armenia 1)
- Australien – Grace Koh, Pip Rasmussen och Lawrence Gunatilaka[37] (ABC Me)
- Azerbajdzjan – Shafiga Efendiyeva[38] (İTV)
- Frankrike – Madame Monsieur och Stéphane Bern[39] (France 2)
- Georgien – Helen Kalandadze och George Abasjidze[40] (1TV)
- Irland – Mícheál Ó Ciarradh och Sinéad Ní Uallacháin[41] (TG4)
- Israel – Dudu Erez och Alma Zohar (Kan Educational)
- Italien – Federica Carta och Mario Acampa[42] (Rai Gulp)
- Kazakstan – Okänd kommentator (Khabar TV)
- Makedonien – Eli Tanaskovska[43] (MRT 1)
- Malta – Ingen kommentator (TVM)
- Nederländerna – Jan Smit[44] (NPO Zapp)
- Polen – Artur Orzech[45] (TVP ABC)
- Portugal – Nuno Galopim[46] (RTP, RTP África och RTP Internacional)
- Ryssland – Anton Zorkin (Karusel)
- Serbien – Tamara Petković[47] (RTS2)
- Ukraina – Timur Miroshnychenko[48] (UA:Persjyj)
- Vitryssland – Georgiy Koldun och Andrey Makaenok (BTRC)
- Wales – Trystan Ellis Morris[49] (kymriska) och Stifyn Parri (engelska) (S4C)

#### Icke deltagande länder
- Nya Zeeland – Ewan Spence, Sharleen Wright and Ben Robertson (World FM 88.2)[50]
- Storbritannien – Ewan Spence, Sharleen Wright and Ben Robertson (Radio Six International och Fun Kids)[50]

### Röstavlämnare
- Albanien – Daniil Lazuko[51]
- Armenien – Vardan Margaryan
- Australien – Ksenia Galetskaja[51]
- Azerbajdzjan – Valeh Hüseynbeli[52] (bror till Fidan Hüseynova)
- Frankrike – Lubava Martjuk och Daniil Rotenko[51]
- Georgien – Nikolos Vasadze[53] (tvåa i den georgiska uttagningen)
- Irland – Alex Hynes[54] (bror till Taylor Hynes)
- Israel – Adi
- Italien – Jan Musvidas[51]
- Kazakstan – Aruzjan Hafiz[55]
- Makedonien – Arina Mechtereva[51]
- Malta – Milana Borodko[51]
- Nederländerna – Vincent Miranovitj[51]
- Polen – Grace
- Portugal – Nadezjda Sidorova[51]
- Ryssland – Chrjusja (karaktär från ett ryskt barnprogram)
- Serbien – Lana Karić
- Ukraina – Anastasia Baginska[56] (Ukrainas representant 2017)
- Vitryssland – Arina Rovba[57]
- Wales – Gwen[58] (dansare i Manws bidrag)

## Album
Junior Eurovision Song Contest Minsk 2018 är ett samlingsalbum ihopsatt av EBU som gavs ut 16 november 2018 av Universal Music Group. Albumet innehåller alla bidrag från årets tävling.
| Nr           | Titel                                | Artist                            | Längd |
| ------------ | ------------------------------------ | --------------------------------- | ----- |
| 1.           | Barbie                               | Efi Gjika ( Albanien)             | 2:49  |
| 2.           | L.E.V.O.N                            | L.E.V.O.N ( Armenien)             | 3:02  |
| 3.           | Champion                             | Jael ( Australien)                | 2:57  |
| 4.           | I Wanna Be Like You                  | Fidan Hüseynova ( Azerbajdzjan)   | 3:00  |
| 5.           | Time                                 | Daniel Jastremskij ( Vitryssland) | 3:01  |
| 6.           | Jamais sans toi                      | Angélina ( Frankrike)             | 3:04  |
| 7.           | Your Voice                           | Tamar Edilasjvili ( Georgien)     | 3:00  |
| 8.           | IOU                                  | Taylor Hynes ( Irland)            | 3:02  |
| 9.           | Children Like These                  | Noam Dadon ( Israel)              | 2:58  |
| 10.          | What Is Love                         | Melissa & Marco ( Italien)        | 2:58  |
| 11.          | Òzińe sen                            | Danelija Tulesjova( Kazakstan)    | 2:52  |
| 12.          | Doma (Home)                          | Marija Spasovska ( Makedonien)    | 2:56  |
| 13.          | Marchin' On                          | Ela ( Malta)                      | 3:00  |
| 14.          | Samen                                | Max & Anne ( Nederländerna)       | 2:55  |
| 15.          | Anyone I Want To Be                  | Roksana Węgiel ( Polen)           | 2:57  |
| 16.          | Gosto de Tudo (Já Não Gosto de Nada) | Rita Laranjeira ( Portugal)       | 2:39  |
| 17.          | Unbreakable                          | Anna Filiptjuk ( Ryssland)        | 2:58  |
| 18.          | Svet                                 | Bojana Radovanović ( Serbien)     | 2:56  |
| 19.          | Say Love                             | Darina Krasnovetska ( Ukraina)    | 3:00  |
| 20.          | Perta                                | Manw ( Wales)                     | 2:30  |
| Total längd: | Total längd:                         | Total längd:                      | 58:48 |